# Aeroportul Regional Gaylord
Aeroportul Regional Gaylord (IATA: GLR, ICAO: KGLR, FAA LID: GLR) este un aeroport din Michigan, Statele Unite ale Americii ce deservește zona Gaylord. Aeroportul a fost tranzitat în 2019 de 20 de pasageri. A fost numit după zona deservită.
Situat la o altitudine de 405 m, aeroportul dispune de 2 piste.

## Infrastructură

### Piste
Aeroportul dispune de 2 piste. Pista 09/27 are suprafața de asfalt și dimensiunile 6.579 picioare × 150 picioare. Pista 18/36 are suprafața de asfalt și dimensiunile 4.200 picioare × 75 picioare. 